# Omm de Preja

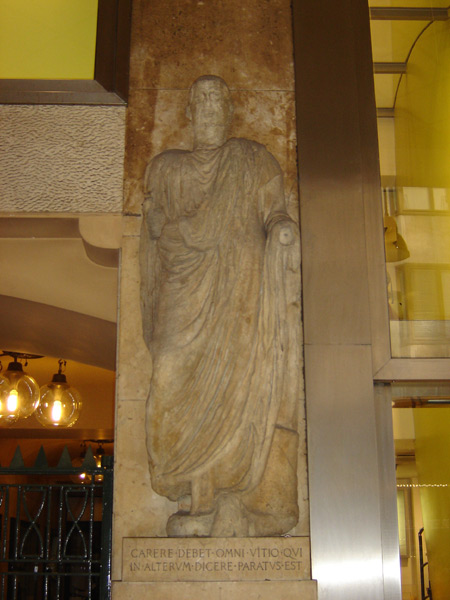
El Omm de preja milanés.

El Omm de Preja (hombre de piedra en dialecto milanés), también conocido como Scior Carera, es el nombre popular atribuido a una antigua escultura romana que se encuentra en Milán, bajo los pórticos del Corso Vittorio Emanuele.
Se trata de un relieve en mármol, realizado en el siglo III. Representa una figura masculina vestida con una toga, a la que le faltan los brazos, y con la pierna derecha ligeramente adelantada. La cabeza fue probablemente añadida en época medieval, cuando la escultura fue reutilizada. Ha tenido diversas colocaciones hasta la actual. 
Bajo el relieve hay una inscripción en latín Carere debet omni vitio qui in alterum dicere paratus est (traducción: "Debe estar libre de toda culpa quien esté decidido a denunciar a otro"). Ha sido utilizada como depositaria de panfletos satíricos contra los gobernantes, en especial en la época de la dominación austriaca de la ciudad, en analogía al papel desempeñado por las esculturas parlantes de Roma.